# Croton mocinoi
Espèce
Croton mocinoi est une espèce de plantes à fleurs du genre Croton et de la famille des Euphorbiaceae présente au Mexique.
Il a pour synonyme :
- Croton trilobatus, Sessé & Moç., 1894